# Arthur Blaschnik
Arthur Blaschnik (* 8. Dezember 1821 in Strehlen, Kreis Strehlen, Provinz Schlesien; † 19. Oktober 1918 in Berlin) war ein deutscher Landschaftsmaler, der vor allem in Rom wirkte.

## Leben

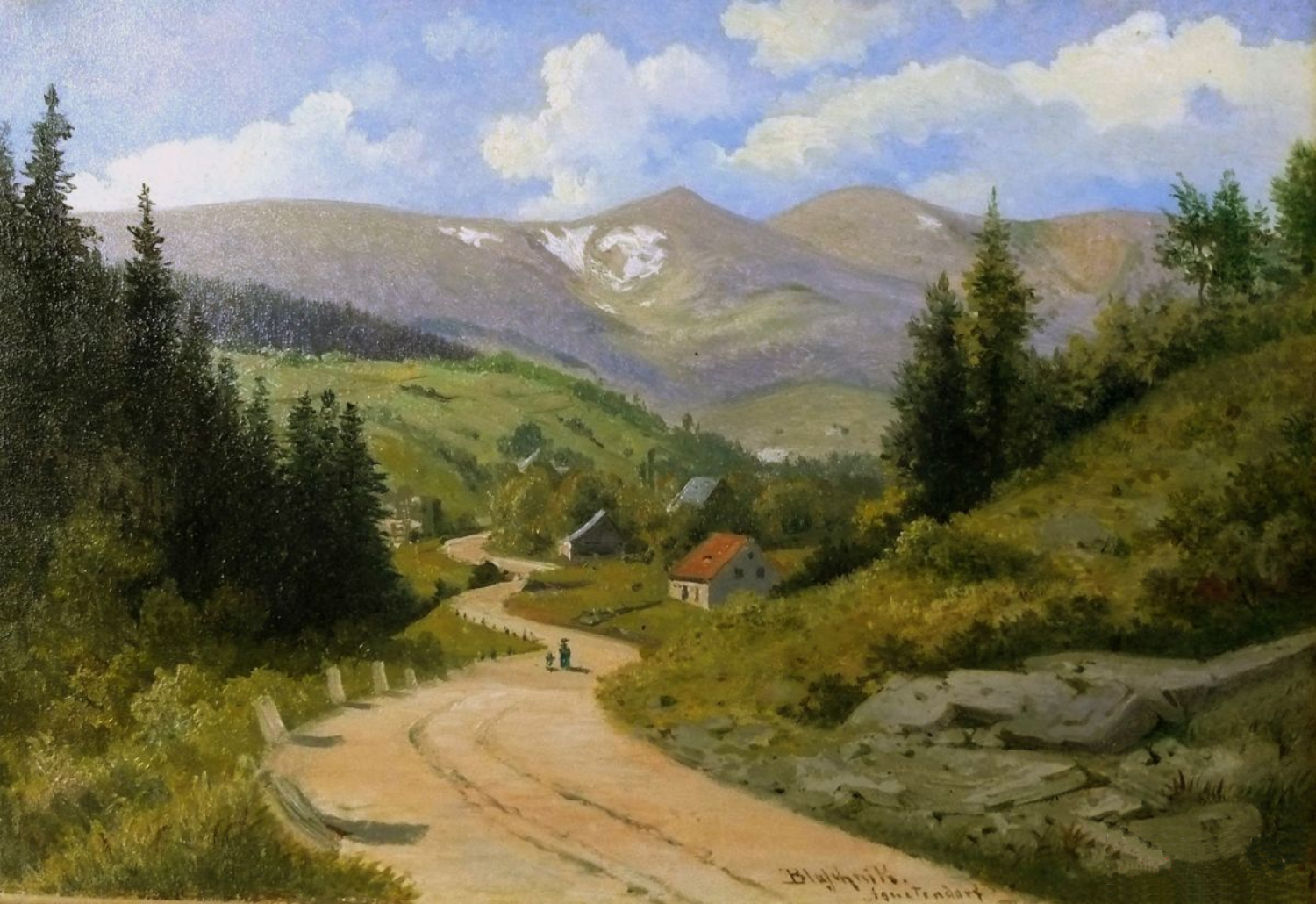
Agnetendorf

Der Schlesier studierte 1843 Malerei an der Wiener Akademie und von 1844 bis 1849 an der königlichen Akademie der Bildenden Künste München, die zu der Zeit durch den akademischen Malstil der Münchner Schule geprägt war, die auf genaue und naturalistische Darstellung in dem von ihm in den Folgejahren bevorzugten Genre der Landschaftsmalerei Wert legte. Seine Wirkungsstätte war von 1849 bis 1852 Gräfenberg; aus dieser Zeit sind von ihm einige Waldlandschaften bekannt.
Angeregt durch die Arbeiten des Münchner Hofmalers Carl Rottmann, reiste er 1852 im Alter von 30 Jahren über Südtirol nach Italien und hielt sich in Venedig und Florenz auf, bevor er sich im Oktober 1853 in Rom niederließ. Hier machte er sich mit der Darstellung der römischen Ruinen und der Umgebung der Stadt einen Namen als Maler. Bald erreichten ihn auch höfische Aufträge, u. a. für Zeichnungen italienischer Ansichten für das Reisealbum der Kaiserin Charlotte von Russland oder von der Gemahlin des preußischen Königs Friedrich Wilhelm IV.
Er wurde 1856 Mitglied im 1845 gegründeten Deutschen Künstlerverein in Rom und war in diesem als Vorstandsmitglied aktiv, bereiste 1858 Neapel und Capri und sandte Zeichnungen von dort an die Illustrierte Zeitung in Leipzig, für die er bis 1886 als Illustrator tätig war. Blaschnik war in gleicher Weise als Illustrator für Die Gartenlaube und Über Land und Meer tätig. Während des italienisch-österreichischen Krieges 1859 brachte er als Kurier Depeschen der preußischen Gesandtschaft nach Deutschland. 1874 heiratete er die Schriftstellerin Fanny Arndt (1827–1906), die er auf ihrer Italienreise kennengelernt hatte.
Nach 28 Jahren in Rom siedelte Blaschnik 1880 zurück nach Schlesien und ließ sich danach in Berlin nieder, kehrte jedoch noch einmal in den Jahren 1907 und 1908 nach Rom zurück. Nach dem Tod Fanny Arndts zog er sich weitgehend aus der Öffentlichkeit zurück.
Arthur Blaschnik starb 1918 im Alter von 96 Jahren in Berlin. Er wurde auf dem Alten Zwölf-Apostel-Kirchhof in Schöneberg beigesetzt, wo zuvor bereits seine Frau ihre letzte Ruhestätte gefunden hatte. Beide Gräber sind nicht erhalten.
Auf Veranlassung Richard Foersters vermachte er seinen künstlerischen Nachlass dem Schlesischen Museum der Bildenden Künste in Breslau, an dem er auch aus seinem Vermögen eine Stiftung zur Förderung junger Künstler einrichtete. Das Museum verkaufte wenige Jahre nach seinem Tod einen großen Teil des künstlerischen Nachlasses, um aus dem Erlös die Stiftung aufzustocken. Eine bedeutende Sammlung seiner Werke befindet sich in Warschauer Nationalmuseum.

## Werk

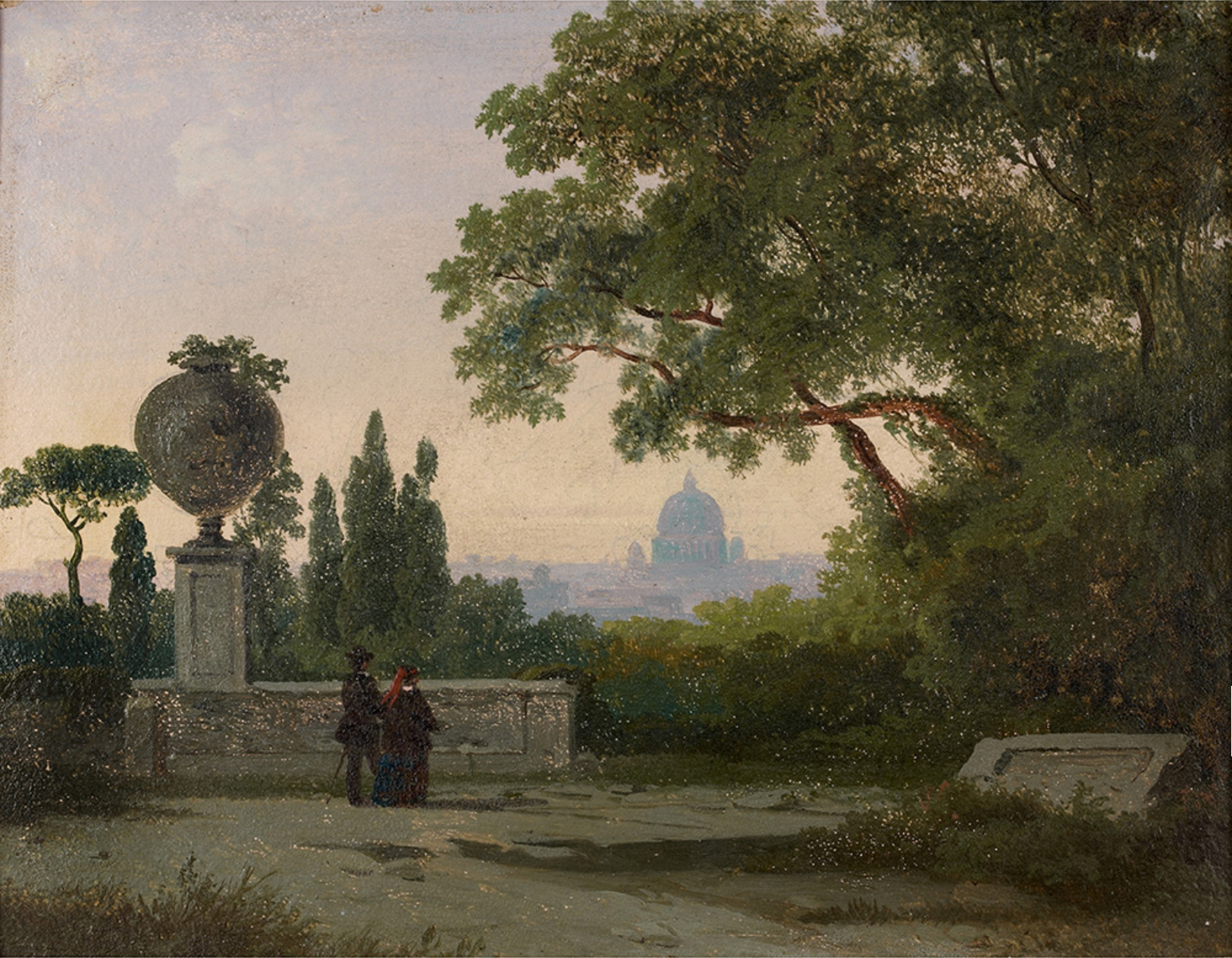
Ansicht von Rom

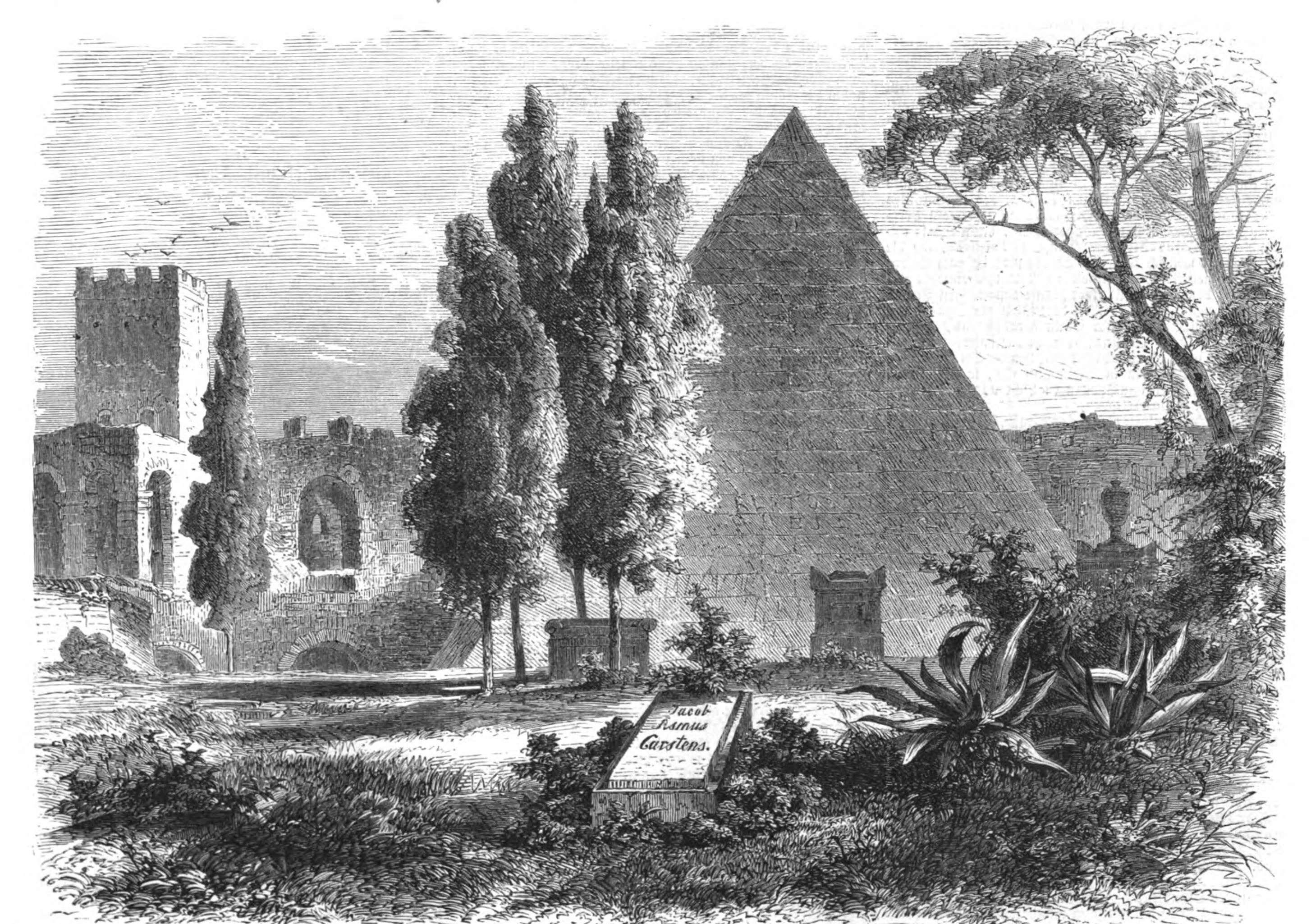
Grab von Asmus Carstens auf dem Protestantischen Friedhof bei der Cestius-Pyramide in Rom (1874)

Blaschniks Werk besteht vor allem aus Ölgemälden, die italienische Städte und Landschaften zeigen. Er hat unter anderem die Ruinen der Kaiserpaläste auf dem Palatin im Bild festgehalten und schuf Zeichnungen und Gemälde der Blauen Grotte von Capri. Heute werden seine Werke gelegentlich von Auktionshäusern ausgerufen, eine eingehende Beschäftigung mit seinem Werk fand bisher jedoch nicht statt.